# (8306) Shoko
(8306) Shoko (1995 DY1) – planetoida z pasa głównego asteroid okrążająca Słońce w ciągu 3,36 lat w średniej odległości 2,24 au. Odkryta 24 lutego 1995 roku.